# Émile Durkheim

Émile Durkheim

David Émile Durkheim [eˈmil dyʀˈkɛm] (* 15. April 1858 in Épinal, Frankreich; † 15. November 1917 in Paris) war ein französischer Soziologe und Ethnologe. Er war 1887 als Lehrbeauftragter für Soziologie und Pädagogik in Bordeaux der Erste mit einer akademischen Stelle an einer französischen Universität. Er gilt heute als ein Klassiker der Soziologie, der mit seiner Methodologie die Eigenständigkeit der Soziologie als Fachdisziplin zu begründen gesucht hat. 
Seine empirische Studie zum Thema Selbsttötung wurde zu einem Paradigma empirischer Soziologie.

## Leben
Émile Durkheim war der Sohn des Rabbiners der
jüdischen Gemeinde Épinal (Lothringen) Moïse Durckheim (1805–1896) und Enkel des Abraham Israel Durkheim, geboren 1766 im heutigen Bad Dürkheim. Durkheim studierte in Paris an der École normale supérieure, nachdem er zweimal bei der Aufnahmeprüfung durchgefallen war. Er traf dort einige später ebenfalls sehr renommierte Männer, darunter Lucien Lévy-Bruhl und Jean Jaurès.
Er bestand 1882 die Agrégation (Staatsprüfung für das höhere Lehramt) im Fach Philosophie und arbeitete dann zunächst als Philosophielehrer an Lycées in verschiedenen französischen Städten. Nach einem Studienaufenthalt in Deutschland in den Jahren 1885 bis 1886 publizierte er zwei Artikel über seine Stipendienzeit in Berlin und Leipzig, wo ihn besonders Wilhelm Wundt beeindruckt hatte. Diese Schriften machten ihn bekannt und führten zu einem Lehrauftrag für Sozialwissenschaft in Bordeaux, den der Leiter der Hochschulabteilung im Erziehungsministerium ihm 1887 zuwies. 1896 wurde er dort Professor für Pädagogik und Soziologie – die erste Dozentur für Soziologie an einer Universität in Frankreich.
In seiner Zeit in Bordeaux verfasste Durkheim drei seiner wichtigsten Schriften: Über soziale Arbeitsteilung (seine Dissertationsschrift, 1893), Die Regeln der soziologischen Methode (1895) und Der Selbstmord (1897). 1896 gründete er die Zeitschrift L’Année Sociologique, von der er zwölf Jahrgänge herausgab und zu der die sogenannten Durkheimianer, eine etwa vierzig Personen umfassende Gruppe von Gleichgesinnten und Durkheims Schülern, wesentlich beitrugen.
Durkheim, ansonsten eher unpolitisch, griff 1898 mit seinem Artikel L’Individualisme et les intellectuels in die Dreyfus-Affäre ein. Er setzte sich darin mit den Argumenten von Gegnern einer Revision von Dreyfus’ Verurteilung auseinander und widersprach der Behauptung, die Intellektuellen würden mit ihrer Kritik an Militär und Staat das Land in Anarchie stürzen.
1902 nahm Durkheim eine Lehrtätigkeit an der Pariser Universität (Sorbonne) auf, wo er 1906 einen Lehrstuhl für Erziehungswissenschaft erhielt, der 1913 in Erziehungswissenschaft und Soziologie umbenannt wurde. Am 8. November 1907, in einer Zeit wachsender politischer Spannungen mit Deutschland, setzte er sich in einem offenen Brief gegen den Vorwurf zur Wehr, er habe stillschweigend deutsches Gedankengut in seine Soziologie und damit in die Sorbonne eingeschleust. So distanzierte er sich von Wilhelm Wundt und bekannte sich emphatisch zu William Robertson Smith. Während dessen Einfluss auf Durkheim bis dahin nur immanent erkennbar ist, folgte er später vorbehaltlos dessen Opfertheorie in seinem Werk Die elementaren Formen des religiösen Lebens (1912).
Schwer getroffen wurde Durkheim vom Tod seines vielversprechenden Sohnes André, der 1915/16 auf dem Balkan fiel. Als er selbst am 15. November 1917 im Alter von 59 Jahren starb, hinterließ er seine Frau Louise (geborene Dreyfus) und seine Tochter Marie.

## Werke
Bereits in seiner ersten, in Latein verfassten und 1892 abgeschlossenen Dissertation setzte Durkheim sich mit Montesquieu und Jean-Jacques Rousseau auseinander.

### Über soziale Arbeitsteilung (1893)
In De la division du travail social (1893) entwarf Durkheim ein grundlegendes Modell von Gesellschaft entlang der folgenden Frage:

„Wie geht es zu, daß das Individuum, obgleich es immer autonomer wird, immer mehr von der Gesellschaft abhängt? Wie kann es zu gleicher Zeit persönlicher und solidarischer sein? Denn es ist unwiderleglich, daß diese beiden Bewegungen, wie gegensätzlich sie auch erscheinen, parallel verlaufen. Das ist das Problem, das wir uns gestellt haben. Uns schien, daß die Auflösung dieser scheinbaren Antinomie einer Veränderung der sozialen Solidarität geschuldet ist, die wir der immer stärkeren Arbeitsteilung verdanken.“

Nach Durkheim unterscheiden sich Gesellschaftsstrukturen durch unterschiedliche Formen der Solidarität, wobei er in zweierlei Arten unterteilt:
- mechanische Solidarität:  Diese Form kennzeichnet vor allem ältere, weniger gegliederte Gesellschaften und wird von diesen durch Tradition, Sitten und – damit verbunden – Sanktionen aufrechterhalten. Kennzeichen sind daher gemeinsame Anschauungen und Gefühle. So geartete Kollektive bezeichnet Durkheim als „segmentäre“ Gesellschaften. Das Rechtssystem in solchen Gesellschaften ist ein repressives; die Bestrafung erfolgt also aufgrund eines Verstoßes gegen das Kollektiv(-bewusstsein).

- organische Solidarität:   Während in vormodernen Gesellschaften die Strukturen leicht durch mechanische Solidarität aufrechterhalten werden konnten, bedarf es in neuerer Zeit einer differenzierteren Form des Zusammenhalts. Diese neue Form ist nach Durkheim die sogenannte organische Solidarität. Sie ersetzt den (in Zeiten des Wettbewerbs und steigender Bevölkerungsdichte schwierig bis unmöglich gewordenen) mechanischen Zusammenhalt durch neue, kontraktuelle Strukturen (→ Arbeitsteilung), in denen der Einzelne in verschiedener Weise in die komplexe vielschichtige Arbeitswelt eingebunden ist. Dies bedeutet jedoch ausdrücklich nicht das komplette Verschwinden gemeinsamer Anschauungen; diese treten lediglich zunehmend in den Hintergrund.

Das Prinzip der „organischen Solidarität“ versteht Durkheim als Gegenposition zum Utilitarismus, namentlich zu dessen Vertreter Herbert Spencer. So geartete moderne Kollektive bezeichnet Durkheim als „nicht-segmentäre“ Gesellschaften. Die Industriegesellschaft hat nach Durkheim eine differenzierte, hochentwickelte und komplexe Arbeitsteilung von solchen Ausmaßen, dass der Einzelne sie nicht mehr überblicken kann. Tatsächlich ist der Einzelne in dieser arbeitsteiligen Gesellschaft überaus abhängig, jedoch entwickelt er eine Ideologie, die genau das Gegenteil sagt – nämlich den Individualismus. Durkheim war der Erste, der dieses Paradoxon der Industriegesellschaft benannte. Andere, wenig oder nicht-industrialisierte Gesellschaften kennzeichnet eine viel einfachere und überschaubarere Arbeitsteilung.

### Die Regeln der soziologischen Methode (1895)
Durkheim geht in diesem Werk davon aus, dass „soziale Fakten als Dinge (zu) behandeln“ sind, d. h. der soziale Tatbestand stellt für ihn die Grundlage aller soziologischen Analyse dar und ist keine bloße „Nebenerscheinung“ von menschlichem Zusammenleben, sondern als Struktur mit eigenem Stellenwert zu betrachten.
Eine soziale Struktur erklärt sich also für Durkheim nicht aus der Summe der Vorstellungen der beteiligten Akteure und existiert unabhängig von denen, die sie erschaffen haben (Emergenzphänomen). Sie wirkt als „Gesellschaft“ von oben auf die Menschen ein und kann von der Soziologie als solche aufgedeckt sowie durch funktionale (= Wirkung) und historische (= Entstehung) Analyse erklärt werden. Nach Durkheim sind beide Aspekte unbedingt zu beachten. Die moderne Schichtung der Gesellschaft ist zum Beispiel nicht lediglich dadurch zu erklären, dass Berufspositionen mit verschiedenen Entlohnungen versehen werden, um sie attraktiver zu machen, weil dabei nur die Wirkung betrachtet würde.
Durkheim gibt drei Kriterien für soziale Strukturen („Gesellschaft“) an:
1. Allgemeinheit:
Die Regeln der geltenden Struktur gelten für alle Individuen, die in ihr interagieren.
2. Äußerlichkeit:
Die Struktur wird als unabhängig von der eigenen Person empfunden und kann nicht als Summe der individuellen Vorstellungen der in ihr handelnden Akteure begriffen werden.
3. Zwang:
Es ist dem Einzelnen nicht möglich, der sozialen Struktur entgegenzuwirken, da er dieser quasi unterworfen ist. Nichtbeachtung der gesellschaftlichen Regeln zieht mehr oder minder schwere Sanktionen nach sich. Die Determination des Handelns kann auch ohne Wissen der handelnden Personen geschehen, d. h. z. B. dass sich die Akteure der gesellschaftlichen Regeln nicht unbedingt bewusst sein müssen und diese mitunter intuitiv befolgen.

Das kollektive Gewissen oder auch kollektive Bewusstsein (conscience collective) der Gesellschaft, in der man geboren wurde, wird durch Erziehung in den Einzelnen hineingetragen und schlägt sich in dessen Moralvorstellungen, Sitten und Glauben nieder.

„Die Gesamtheit der gemeinsamen religiösen Überzeugungen und Gefühle im Durchschnitt der Mitglieder einer bestimmten Gesellschaft bilden ein umgrenztes System, das sein eigenes Leben hat; man könnte sie das gemeinsame oder Kollektivbewußtsein nennen. Zweifellos findet es sein Substrat nicht in einem einzigen Organ. Es ist definitionsgemäß über die ganze Gesellschaft verbreitet. Trotzdem hat es spezifische Charakterzüge, die es zu einer deutlich unterscheidbaren Wirklichkeit machen. In der Tat ist es von den besonderen Bedingungen unabhängig, denen sich die Individuen gegenübergestellt sehen. Diese vergehen, es aber bleibt bestehen.“

Nach Durkheim ist der kollektive Zwang nicht direkt beobachtbar, aber in der negativen Sanktionierung von abweichenden, d. h. regelwidrigen Verhaltensweisen feststellbar und messbar. Wenn diese Abweichung in der Gesellschaft zur Regel wird, das kollektive Gewissen also nicht mehr in der Lage ist, für die Aufrechterhaltung der Ordnung zu sorgen, spricht man von „Anomie“. Dies bedeutet, dass die Gesellschaft vom „Normalzustand“ in einen „pathologischen“ Zustand übergegangen ist.
Im sechsten Kapitel („Regeln der Beweisführung“) bestimmt Durkheim die Methode der kulturvergleichenden Sozialforschung als „die einzige, welche der Soziologie entspricht.“ (1991, S. 205), vgl. Vergleich (Philosophie). Im ersten Abschnitt (I) setzt sich Durkheim kritisch mit Comte und John Stuart Mill auseinander. Im zweiten Abschnitt (II) untersucht Durkheim vier verschiedene Verfahren der vergleichenden Methode:
1. Methode der Residuen
2. Methode der Konkordanz
3. Methode der Differenz
4. Methode der parallelen (konkomitanten) Variationen

Die ersten drei Verfahren eignen sich Durkheim zufolge nicht für die Untersuchung sozialer Phänomene, da solche Phänomene zu komplex sind. Dagegen hält Durkheim das Verfahren der parallelen Variationen für ein „ausgezeichnete[s] Instrument der soziologischen Forschung“ (1991, S. 211). Im dritten und letzten Abschnitt (III) behandelt Durkheim den Vergleich mehrerer Gesellschaften.

### Der Selbstmord (1897)
In Le suicide untersucht Durkheim verschiedene Hypothesen zu den unterschiedlichen Suizidraten von Katholiken und Protestanten. Er benutzt hierzu empirische Daten aus verschiedenen Quellen, vor allem aus Moralstatistiken von Adolph Wagner oder Henry Morselli (1852–1929) und untersucht Korrelationen mit unterschiedlichen Parametern, der konfessionellen Zugehörigkeit, dem Berufs- und Vermögensstand der Betroffenen bis hin zum Wetter, zur Jahreszeit und zur Wirtschaftssituation des Landes. Er erklärt die niedrigere Selbsttötungsrate bei Katholiken durch die stärkere soziale Kontrolle und die stärkere soziale Integration. In den Quellen waren die Ergebnisse mit größerer Zurückhaltung dargestellt worden. Außerdem war der Unterschied zwischen den Konfessionen nur in den deutschsprachigen Gebieten Mitteleuropas beobachtbar und kann seinerseits Ausdruck anderer Faktoren gewesen sein.
Durkheims Ergebnisse waren:
- Die Selbsttötungsrate bei Männern ist höher als bei Frauen. Verheiratete Frauen, die über einen längeren Zeitraum kinderlos blieben, hatten jedoch höhere Werte.
- Alleinstehende haben eine höhere Rate als Verheiratete.
- Kinderlose Ehepaare zeigen eine höhere Rate als Familien.
- Protestanten haben eine höhere Rate als Katholiken und Juden.
- Soldaten zeigen eine höhere Rate als Zivilisten.
- In Friedenszeiten ist die Zahl der Selbsttötungen höher als im Krieg.
- In skandinavischen Ländern zeigt sich eine höhere Rate als sonst in Europa.
- Die Wahrscheinlichkeit der Selbsttötung wächst mit dem Bildungsgrad. Die Korrelation mit der Religion ist aber stärker.

Homo Duplex
Den Menschen versteht Durkheim als homo duplex („Doppelwesen“). Die Conditio humana besteht für ihn aus zwei Teilen:
- Einem natürlichen Teil, der triebhaft gesteuert und zügellos nach Bedürfniserfüllung strebt.
- Einem sozialen Teil, der den natürlichen Teil durch den gesellschaftlichen Sittenkodex, Moral- und Normkompass reglementiert.[9]

Ähnlich wie bei Freud in "Das Unbehagen in der Kultur" entstehe durch diese Unterteilung ein Spannungsverhältnis, dessen Harmonisierung das Ziel einer jeden Gesellschaft sei.
In diesem Zusammenhang entwickelt er den Begriff der Anomie, die er als Situation definiert, in der Verwirrung über soziale und/oder moralische Normen herrscht, weil diese unklar oder überhaupt nicht vorhanden sind. Dies führt nach Durkheim zu abweichendem Verhalten. Durkheim nennt in diesem Zusammenhang drei Grundtypen (Idealtypen) des Suizids: die egoistische, die anomische und die altruistische Selbsttötung. Nur in einer Fußnote erwähnt Durkheim einen vierten Typ, die fatalistische Selbsttötung.
Der egoistische Selbstmord ist Ausdruck der mangelnden Integration in eine Gemeinschaft, also das Ergebnis einer Schwächung der sozialen Bindungen des Individuums. Als Beispiel führt Durkheim Unverheiratete an, besonders Männer, die in höherer Zahl Selbstmord begehen als Verheiratete.
Altruistische Selbsttötung ist demgegenüber Ausdruck einer zu starken Bindung an Gruppennormen. Dies findet er vor allem in Gesellschaften, in denen die Bedürfnisse des Einzelnen dem Ziel der Gemeinschaft untergeordnet sind.
Anomische Selbsttötung spiegelt die moralische Verwirrung des Individuums wider, seinen Mangel an gesellschaftlicher Orientierung, oft verbunden mit dramatischem sozialem und ökonomischem Wandel. Er ist die Folge moralischer Deregulierung und fehlender Definition legitimer Ziele durch eine soziale Ethik, die dem Bewusstsein des Einzelnen Sinn und Ordnung vermitteln könnte. Es fehlt hier nach Durkheim vor allem eine wirtschaftliche Entwicklung, die soziale Solidarität produziert. Die Menschen wissen nicht, wo ihr Platz in der Gesellschaft ist. In der entsprechenden moralischen Desorientierung kennen die Menschen nicht mehr die Grenzen ihrer Bedürfnisse und befinden sich in einem Dauerzustand der Enttäuschung. Dies geschieht vor allem bei drastischen Veränderungen der materiellen Bedingungen der Existenz, wirtschaftlichem Ruin oder auch plötzlichem unerwarteten Reichtum: Durch beides werden bisherige Lebenserwartungen infrage gestellt und neue Orientierungen werden erforderlich, bevor die neue Situation und ihre Grenzen richtig eingeschätzt werden können.
Fatalistische Selbsttötung ist das Gegenteil der anomischen. Hier ist ein Mensch in extremem Maße eingeschränkt und erfährt seine Zukunft als vorbestimmt, seine Bedürfnisse werden erstickt. Dies geschieht in geschlossenen und repressiven Gruppen, in denen Menschen den Tod dem Weiterleben unter den gegebenen und nicht zu verändernden Bedingungen vorziehen. Als Beispiel führt Durkheim Gefängnisinsassen an.
Alle vier Typen von Selbsttötung basieren auf hohen Graden von Ungleichgewicht zwischen zwei gesellschaftlichen Kräften: Integration und moralischer Regulierung. Durkheim berücksichtigte bei seiner Untersuchung die Wirkungen von Krisen auf soziale Gefüge, zum Beispiel den Krieg als Ursache für vermehrten Altruismus, wirtschaftlichen Aufschwung oder Depression als Ursache verstärkter Anomie.

### Die elementaren Formen des religiösen Lebens (1912)
Die 1912 erschienenen Les formes élémentaires de la vie religieuse befassen sich mit der Frage nach dem Wesen der Religion. Mit diesem Werk bildet Durkheim die Grundlage für eine funktionalistische Betrachtung der Religion, indem er als ihr wesentliches Kernelement ihre Funktion zur Stiftung gesellschaftlichen Zusammenhalts und gesellschaftlicher Identität ausmacht. Durch seine intensive Erforschung des Totemismus der australischen Arrernte (Aranda) gewann er die Überzeugung, hier die „Urreligion“ der Menschheit gefunden zu haben. Diese evolutionistische Theorie ist heute überholt.
In Anschluss an Durkheim wird von einzelnen Vertretern der Religionssoziologie all das als Religion interpretiert, was in verschiedenen Gesellschaften eben derartige Funktionen erfüllt. Demgegenüber steht ein substanzieller Religionsbegriff, der Religion an bestimmten inhaltlichen Merkmalen festmacht (beispielsweise Vorstellungen von Transzendenz oder Ausbildung von Priesterrollen).

## Rezeption
Bekannte Schüler Durkheims wurden u. a. sein Neffe Marcel Mauss und Maurice Halbwachs. Die Schule um Durkheim und die Année Sociologique werden manchmal dafür verantwortlich gemacht, dass Forscher, die Durkheim nicht folgten, wie Gabriel Tarde und Arnold van Gennep, unverdient in Vergessenheit gerieten. Auch nach seinem Tod wirkte Durkheim in Frankreich auf zahlreiche Denker, unter anderem auf die Gründer des Collège de Sociologie (Georges Bataille, Michel Leiris, Roger Caillois) sowie Claude Lévi-Strauss, Michel Foucault und andere aus dem Umfeld des französischen Strukturalismus. Auch Pierre Bourdieu greift wiederholt auf Durkheim zurück.
In Großbritannien setzte sich insbesondere die dortige auch als Sozialanthropologie bekannte Strömung der Ethnologie intensiv mit Durkheim auseinander. Insbesondere die funktionalistischen Spielarten der britischen Sozialanthropologie bei Bronisław Malinowski und Alfred Radcliffe-Brown setzten sich mit Durkheims Werk auseinander.
Durkheims Erbe wurde für die moderne Soziologie vor allem durch Talcott Parsons fruchtbar gemacht, der die Kritik des Utilitarismus in den Vordergrund rückte.
Im deutschsprachigen Raum, wo Durkheim lange Zeit weniger rezipiert wurde als etwa Max Weber und Karl Marx, haben insbesondere René König (unter anderem durch Übersetzung einiger Werke Durkheims) sowie Alphons Silbermann (Mitte der 1970er Jahre in Bordeaux) auf Durkheims Bedeutung hingewiesen.
In jüngster Zeit kam man auf Durkheim wieder zurück, wenn es um eine Theorie geht, die den Wertewandel in der Gesellschaft sowie die Herausbildung der moralischen Autonomie des Individuums erklären kann.
Vor einer vorschnellen Kategorisierung soziologischer Klassiker wie Weber und Durkheim hat Siegwart Lindenberg gewarnt, da diese häufig „doppelsinnig“ arbeiteten. So sei Webers „subjektiv gemeinter Sinn“ nicht individuell, sondern intersubjektiv verstehbar. Und Durkheim habe programmatisch als methodologischer Kollektivist psychologische Erklärungen abgelehnt und dennoch zur Erklärung der Prozesse, die intersubjektiv Sinn erzeugen, psychologische Ansätze herangezogen.

## Schriften
- „La Science Positive de la Morale en Allemagne“. In: Revue Internationale de l’Enseignement. Band 24, 1887, S. 33–58, 113–142, 275–284. (classiques.uqac.ca)
- „La prohibition de l’incest.“ In: L’Année Sociologique. Band 1, 1898, S. 1–70.
- De la division du travail social: Étude sur l’organisation des sociétés supérieures. Félix Alcan, Paris 1893. (classiques.uqac.ca)
  - Übersetzung: Über die Teilung der sozialen Arbeit. Deutsch von Ludwig Schmidts. Suhrkamp, Frankfurt am Main 1977, ISBN 3-518-28605-6.
- Les règles de la méthode sociologique. Félix Alcan, Paris 1895. (classiques.uqac.ca)
  - Übersetzung: Die Regeln der soziologischen Methode. Deutsch von René König. 7. Auflage. Luchterhand, Neuwied/ Berlin 2011, ISBN 978-3-518-28064-5.
- Le suicide: Étude de sociologie. Félix Alcan, Paris 1897. (classiques.uqac.ca)
  - Übersetzung: Der Selbstmord. Deutsch von Sebastian und Hanne Herkommer. Luchterhand, Neuwied/ Berlin 1973, ISBN 3-518-28031-7.
- „De la définition des phénomènes religieux.“ In: L’Année Sociologique. Band 2, 1899, S. 1–28. (classiques.uqac.ca)
- „Sur le totémisme.“ In: L’Année Sociologique. Band 5, 1902, S. 82–121. (classiques.uqac.ca)
- mit Marcel Mauss: De quelques formes primitives de classification. 1902.
- Les formes élémentaires de la vie religieuse. Félix Alcan, Paris 1912. (classiques.uqac.ca)
  - Übersetzung: Die elementaren Formen des religiösen Lebens. Deutsch von Ludwig Schmidts. Suhrkamp, Frankfurt am Main 1981, ISBN 3-518-28725-7.
- „L’Allemagne au-dessus de tout“: la mentalité allemande et la guerre. Armand Colin, Paris 1915. (classiques.uqac.ca)
  - Übersetzung: „Deutschland über alles“: Die deutsche Gesinnung und der Krieg. Deutsch von Jacques Hatt. Payot, Lausanne 1915, ISBN 3-928640-49-6 (Dt. von Klaus H. Fischer, 2003)
  - überarbeitete Übersetzung: »Deutschland über alles«. Die deutsche Mentalität und der Krieg. Aus dem Französischen von Jacques Hatt, überarbeitet von Daniel Creutz, herausgegeben und mit einem Essay von Marie Rotkopf, Matthes & Seitz, Berlin 2023, ISBN 978-3-7518-0381-6.
- mit Ernest Denis: Wer hat den Krieg gewollt? Die Ursprünge des Krieges (1914–1918) nach den diplomatischen Dokumenten. Deutsch von Klaus H. Fischer. Schutterwald/Baden 2003.